# Kiruna Airport
Kiruna Airport, (IATA: KRN, ICAO: ESNQ) er en lufthavn placeret 8 km syd/øst for Kiruna i Sverige. Den er Sveriges nordligst beliggende lufthavn. I 2009 ekspederede den 186.069 passagerer og 1.325 landinger.

## Historie
Lufthavnen åbnede i 1960 og de første ruter gik til Frankfurt og Zürich. I dag er lufthavnen centrum for afprøvning af blandt andet biler, fly, og satellitter på grund af det kolde klima, ligesom Den Svenske Rumfartsorganisation har en del aktiviteter på stedet. Spaceport Sweden underskrev i 2007 en kontrakt med Richard Bransons firma Virgin Galactic, der fra 2012 gør Kiruna til selskabets første base udenfor USA.

## Selskaber og destinationer
- Höga Kusten Flyg – Stockholm-Arlanda (via Örnsköldsvik)
- Norwegian – Stockholm-Arlanda
- SAS – Luleå, Stockholm-Arlanda, London-Heathrow (vinter)

## Trafiktal
| År   | Passagerer | % forskel | Landinger | % forskel |
| ---- | ---------- | --------- | --------- | --------- |
| 2009 | 186.069    | 10.3      | 1.325     | 7.8       |
| 2008 | 207.432    | 8         | 1.437     | 12        |
| 2007 | 191.383    | 12        | 1.625     | 9         |
| 2006 | 171.323    | 3         | 1.491     | 2         |
| 2005 | 166.230    | 11        | 1.526     | 21        |